# FAI Cup 2015
La FAI Cup 2015, denominata FAI Irish Daily Mail Senior Cup per ragioni di sponsorizzazione, è stata la 92ª edizione della competizione. Il torneo è iniziato il 24 aprile e si è concluso l'8 novembre 2015 con la finale. Il St Patrick's era la squadra detentrice del titolo, avendo vinto il trofeo per la terza volta nell'edizione precedente.
Il Dundalk ha vinto la FAI Cup 2015 per la decima volta nella sua storia, vincendo in finale sul Cork City per 1-0 dopo i tempi supplementari.

## Formula del torneo
| Turno            | Numero di incontri | Squadre | Entrano a questo turno                                                                                  | Date                 |
| ---------------- | ------------------ | ------- | --- | -------------------- |
| Primo turno      | 8                  | 40 → 32 | 16 squadre di Leinster Senior League, Munster Senior League e Ulster Senior League                      | 24-25-26 aprile 2015 |
| Secondo turno    | 16                 | 32 → 16 | 20 squadre di League of Ireland 2 finaliste della FAI Intermediate Cup 2 finaliste della FAI Junior Cup | 29-30-31 maggio 2015 |
| Terzo turno      | 8                  | 16 → 8  | - | 23 agosto 2015       |
| Quarti di finale | 4                  | 8 → 4   | – | 11 settembre 2015    |
| Semifinali       | 2                  | 4 → 2   | – | 2-4 ottobre 2015     |
| Finale           | 1                  | 2 → 1   | – | 8 novembre 2015      |

## Primo turno
Il sorteggio per il secondo turno si è tenuto il 7 aprile 2015 ad Abbotstown.
| Squadra 1              | Risultato | Squadra 2        |
| ---------------------- | --------- | ---------------- |
| 24 aprile 2015         |           |                  |
| St. Mary's Cork        | 0 – 1     | Avondale United  |
| 25 aprile 2015         |           |                  |
| College Corinthians    | 0 – 1     | Crumlin United   |
| Cobh Wanderers         | 2 – 0     | Clonmel Celtic   |
| Cockhill Celtic        | 1 – 0     | Casement Celtic  |
| 26 aprile 2015         |           |                  |
| Glenville              | 0 – 1     | Firhouse Clover  |
| St Mochtas AFC Dublino | 5 – 2     | Arklow Town      |
| Killester United       | 3 – 0     | Dunboyne         |
| UCC                    | 0 – 4     | North End United |

## Secondo turno
Il sorteggio per il secondo turno si è tenuto il 6 maggio 2015 presso l'Aviva Stadium.
| Squadra 1        | Risultato | Squadra 2              |
| ---------------- | --------- | ---------------------- |
| 29 maggio 2015   |           |                        |
| Tolka Rovers     | 2 – 1     | Waterford United       |
| Dundalk          | 5 – 0     | Shelbourne             |
| Longford Town    | 1 – 1     | Finn Harps             |
| Wexford Youths   | 0 – 2     | Cork City              |
| Galway United    | 1 – 0     | North End United       |
| St Patrick's     | 2 – 1     | Shamrock Rovers        |
| Bohemians        | 4 – 1     | Firhouse Clover        |
| Bray Wanderers   | 3 – 1     | Limerick               |
| Drogheda Utd     | 3 – 1     | Cabinteely             |
| 30 maggio 2015   |           |                        |
| Athlone Town     | 3 – 2     | Liffey Wanderers       |
| Killester United | 3 – 0     | Cobh Ramblers          |
| 31 maggio 2015   |           |                        |
| Cobh Wanderers   | 3 – 3     | Avondale United        |
| Edenderry Town   | 0 – 3     | Derry City             |
| Cockhill Celtic  | 3 – 0     | St Mochtas AFC Dublino |
| UCD              | 1 – 3     | Sheriff YC             |
| Sligo Rovers     | 2 – 0     | Crumlin United         |

Replay
| Squadra 1       | Risultato             | Squadra 2      |
| --------------- | --------------------- | -------------- |
| 1º giugno 2015  |                       |                |
| Finn Harps      | 0 – 0 (dts) (3–4 dcr) | Longford Town  |
| 3 giugno 2015   |                       |                |
| Avondale United | 0 – 3                 | Cobh Wanderers |

## Terzo turno
Il sorteggio per il terzo turno si è tenuto il 17 luglio 2015 presso lo Showgrounds di Sligo.
| Squadra 1       | Risultato | Squadra 2        |
| --------------- | --------- | ---------------- |
| 21 agosto 2015  |           |                  |
| Tolka Rovers    | 0 – 4     | Killester United |
| Galway United   | 1 – 4     | Dundalk          |
| Derry City      | 3 – 0     | Drogheda Utd     |
| Sheriff YC      | 2 – 2     | Athlone Town     |
| Bohemians       | 0 – 1     | Bray Wanderers   |
| Cork City       | 4 – 0     | St Patrick's     |
| 22 agosto 2015  |           |                  |
| Cockhill Celtic | 0 – 2     | Longford Town    |
| Cobh Wanderers  | 0 – 4     | Sligo Rovers     |

Replay
| Squadra 1      | Risultato             | Squadra 2  |
| -------------- | --------------------- | ---------- |
| 24 agosto 2015 |                       |            |
| Athlone Town   | 0 – 0 (dts) (3-4 dtr) | Sheriff YC |

## Quarti di finale
Il sorteggio per i quarti di finale si è tenuto il 23 agosto 2015.
| Squadra 1         | Risultato | Squadra 2        |
| ----------------- | --------- | ---------------- |
| 11 settembre 2015 |           |                  |
| Dundalk           | 4 – 0     | Sligo Rovers     |
| Bray Wanderers    | 2 – 0     | Killester United |
| Derry City        | 1 – 1     | Cork City        |
| Longford Town     | 3 – 1     | Sheriff YC       |

Replay
| Squadra 1         | Risultato | Squadra 2  |
| ----------------- | --------- | ---------- |
| 14 settembre 2015 |           |            |
| Cork City         | 3 – 0     | Derry City |

## Semifinali
Il sorteggio per le semifinali si è tenuto il 14 settembre 2015.
| Squadra 1      | Risultato | Squadra 2     |
| -------------- | --------- | ------------- |
| 2 ottobre 2015 |           |               |
| Dundalk        | 2 – 0     | Longford Town |
| 4 ottobre 2015 |           |               |
| Bray Wanderers | 0 – 1     | Cork City     |

## Finale
| Arbitro: | David McKeon |

|  |           |             |
|  | Marcatori | 107’ Towell |